# برش‌زن تخم‌مرغ

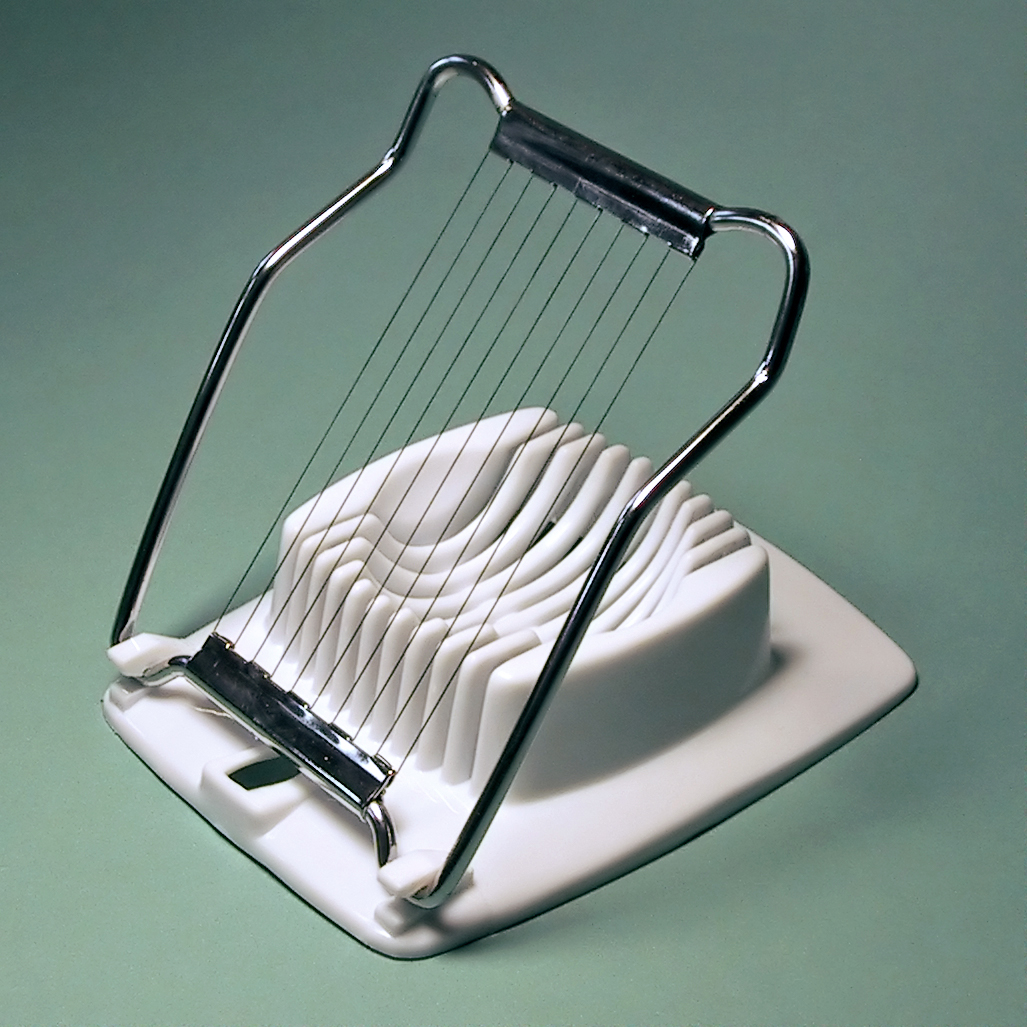
یک عدد برش‌زن تخم‌مرغ

استفاده از دستگاه برش‌زن تخم‌مرغ

برش‌زن تخم‌مرغ وسیله ای برای تهیه غذا است که برای برش زدن سریع و یکنواخت تخم‌مرغ آب‌پز پوست کنده و سفت استفاده می‌شود. برش‌زن تخم‌مرغ شامل یک ظرف شکاف‌دار برای نگهداری تخم مرغ و یک صفحه لولایی از سیم یا تیغه است که می‌توان آن را برای برش بست.
این دستگاه در آغاز قرن بیستم توسط ویلی آبل آلمانی (۱۸۷۵–۱۹۵۱) اختراع شد که برش‌زن نان را نیز اختراع کرد. اولین دستگاه برش تخم مرغ در لایشتنبرگ تولید شد.